# Bergsida
Bergsida är en tätort i Stryns kommun i Vestland fylke i västra Norge. Orten ligger vid riksväg 15, på norra sidan av Nordfjord, sydväst om kommunens centralort Stryn.